# Glycyphana binotata
Glycyphana binotata es una especie de escarabajo del género Glycyphana, familia Scarabaeidae. Fue descrita científicamente por Gory & Percheron en 1833.
Se distribuye por la región oriental y el paleártico. Habita en Malasia, Indonesia (Java, Sumatra, Sabah), Singapur, Laos, Vietnam, China y Filipinas. Mide 15,7-19,8 milímetros.